# Eisvögel
Die Eisvögel (Alcedinidae) sind im weiteren Sinne eine Familie der Vögel mit drei Unterfamilien:
- Eigentliche Eisvögel (Alcedininae)
- Baum-Eisvögel oder Lieste (Halcyoninae)
- Wasser-Eisvögel oder Fischereisvögel (Cerylinae)

Die drei Unterfamilien werden uneinheitlich auch als eigenständige Familien geführt und tragen dann die wissenschaftlichen Namen Alcedinidae (hier nur für die Eigentlichen Eisvögel), Halcyonidae und Cerylidae.
Insgesamt umfassen die Eisvögel etwa 120 Arten. Die größte Artenvielfalt findet man in tropischen und subtropischen Regionen, einige Arten sind aber bis in die kaltgemäßigten Regionen vor allem Nord- und Südamerikas vorgedrungen.

## Beschreibung
Eisvögel sind kleine bis mittelgroße, meist bunte Vögel. Ihren Namen führen viele Autoren auf das eisblaue Gefieder mehrerer Arten zurück. Die wichtigsten Artenmerkmale sind der Schnabel und die Füße. Letztere sind sehr kurz und syndaktyl – die vorderen (die dritte und die vierte) Zehen sind auf dem Großteil ihrer Länge zusammengewachsen. Die zweite Zehe ist oft verkleinert oder gar nicht ausgebildet. Der Schnabel ist meistens groß und kräftig und nach vorne spitz zulaufend.
Die Form der Schnäbel variiert und hängt von der Nahrung ab: Die der fischfressenden Arten aus den Unterfamilien der Fischereisvögel (Cerylinae) und der eigentlichen Eisvögel (Alcedininae) ist gerade und verläuft vorne spitz zu. Die der Jägerlieste (Dacelo novaeguineae, in Australien Kookaburra genannt) ist eher breit und nicht so lang und zum Zerquetschen ihrer Beutetiere (kleine Säugetiere und Reptilien) geeignet. Eine Besonderheit ist der Hakenliest (Melidora macrorrhina), der auf Beute unter der Erde spezialisiert ist, und dementsprechend einen Schnabel mit einer hakenähnlichen Spitze aufweist. Der Froschschnabelliest (Clytoceyx rex) durchwühlt mit seinem kraftvollen, kurzen und breiten Schnabel das Erdreich nach Regenwürmern. Die Größe variiert stark – vom kleinen, zehn Zentimeter langen und etwa zehn Gramm schweren Braunkopfzwergfischer (Ceyx lecontei) bis zu über 40 Zentimeter langen und 400 Gramm schweren Arten wie dem afrikanischen Riesenfischer (Megaceryle maxima) oder dem Lachenden Hans (Dacelo novaeguinaeae).
Die meisten Arten leben in den Tropen Afrikas, Asiens und Australiens.
In Europa ist nur eine Art heimisch, der Eisvogel (Alcedo atthis).
Teilweise wird die Ordnung Eisvogelartige (Alcediniformes) aus den Rackenvögeln ausgegliedert, zu der dann die Eisvögel, Sägeracken, Todis und Bienenfresser gezählt werden.
Eisvögel leben sowohl im Wald als auch am Wasser. Der Lachende Hans, mit 45 cm der weltgrößte Eisvogel, ist ein Waldvogel Australiens. Demgegenüber lebt der Europäische Eisvogel am Wasser.
Eisvögel, die am Wasser leben, jagen kleine Fische durch Tauchflüge. Sie ernähren sich von  Fröschen und Insekten. Waldeisvögel fressen Reptilien.

## Interne Systematik
Die Phylogenie der Eisvögel (Alcedinidae) wurde durch den Vergleich mitochrialer und nuklearer DNA-Sequenzen von 38 repräsentativen Arten rekonstruiert. So haben die australische Region und die pazifischen Inseln zwar die höchste Populationsdichte, aber die Vielfältigkeit der Arten reflektiert keine lange Geschichte in der Region. Trotzdem wird die hohe Dichte und Verbreitung in Australien auf relativ frühe Auswanderungen von Südasien zurückgeführt. So liegt die bevorzugte Erklärung für den Ursprung der neuweltlichen Taxa in zwei versprengten Ereignissen in der Alten Welt. Innerhalb der Gattung Halcyon ist die Phylogenie gut erforscht und erlaubt Einblicke in allgemeine Beziehungen. Demnach unterstützt sie die Trennung von Todiramphus und Halcyon. Außerdem sind Todiramphus und Syma genauso Schwestergattungen wie Halcyon und Pelargopsis. Somit ist die Vereinigung oder Beibehaltung dieser Gruppen eine eher subjektive Entscheidung. Die geläufigen Begrenzungen zwischen Ceyx und Alcedo scheinen der Untersuchung zufolge keine natürlichen Gruppen darzustellen, wobei die Beziehungen innerhalb der Alcedinidae noch nicht vollständig aufgeklärt sind.

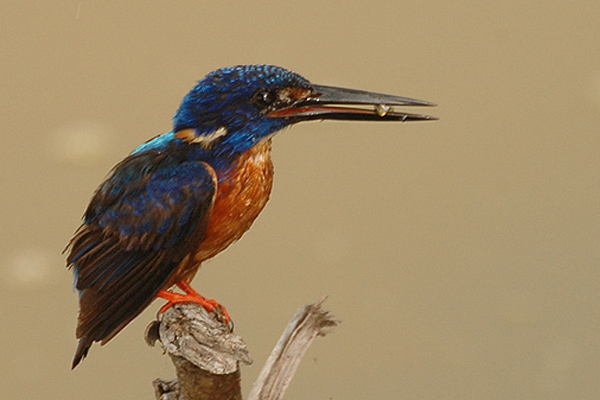
Schillereisvogel
(Alcedo quadribrachys)

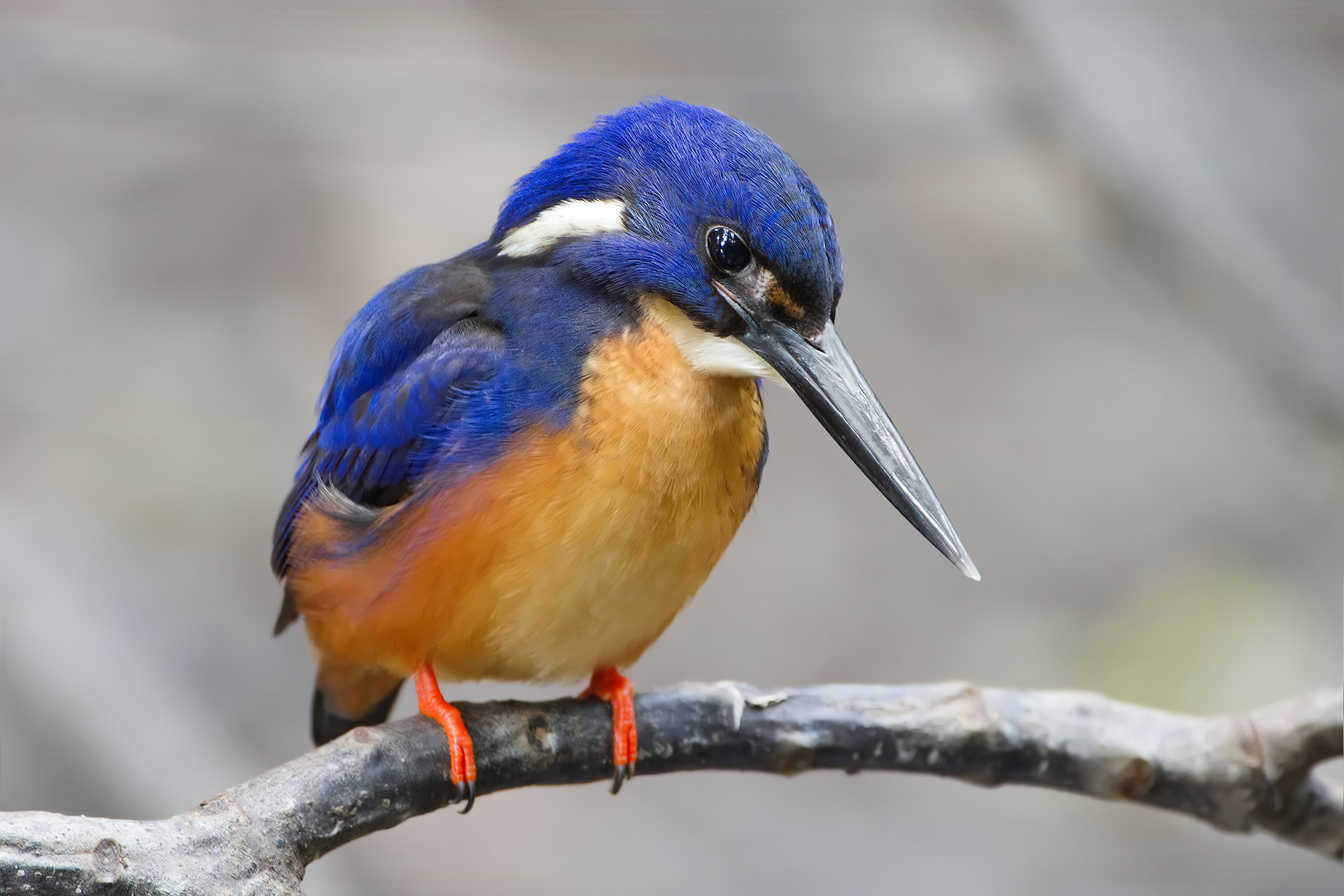
Azurfischer
(Ceyx azurea)

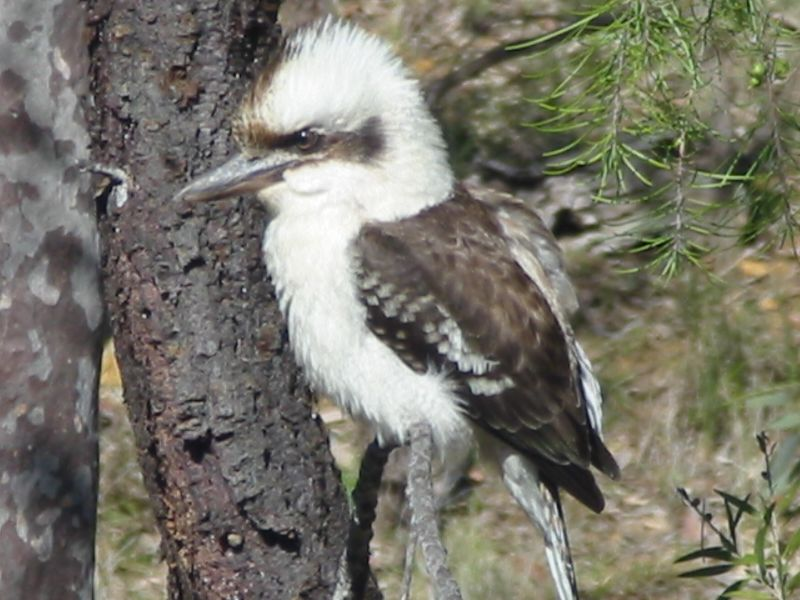
Lachender Hans
(Dacelo novaeguineae)

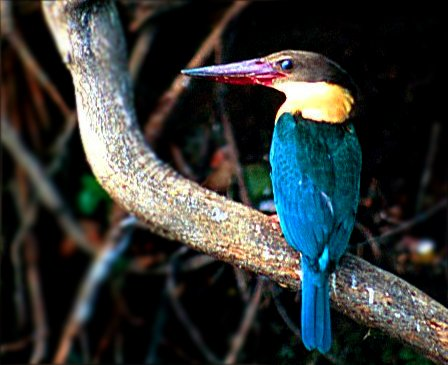
Storchschnabelliest
(Pelargopsis capensis)

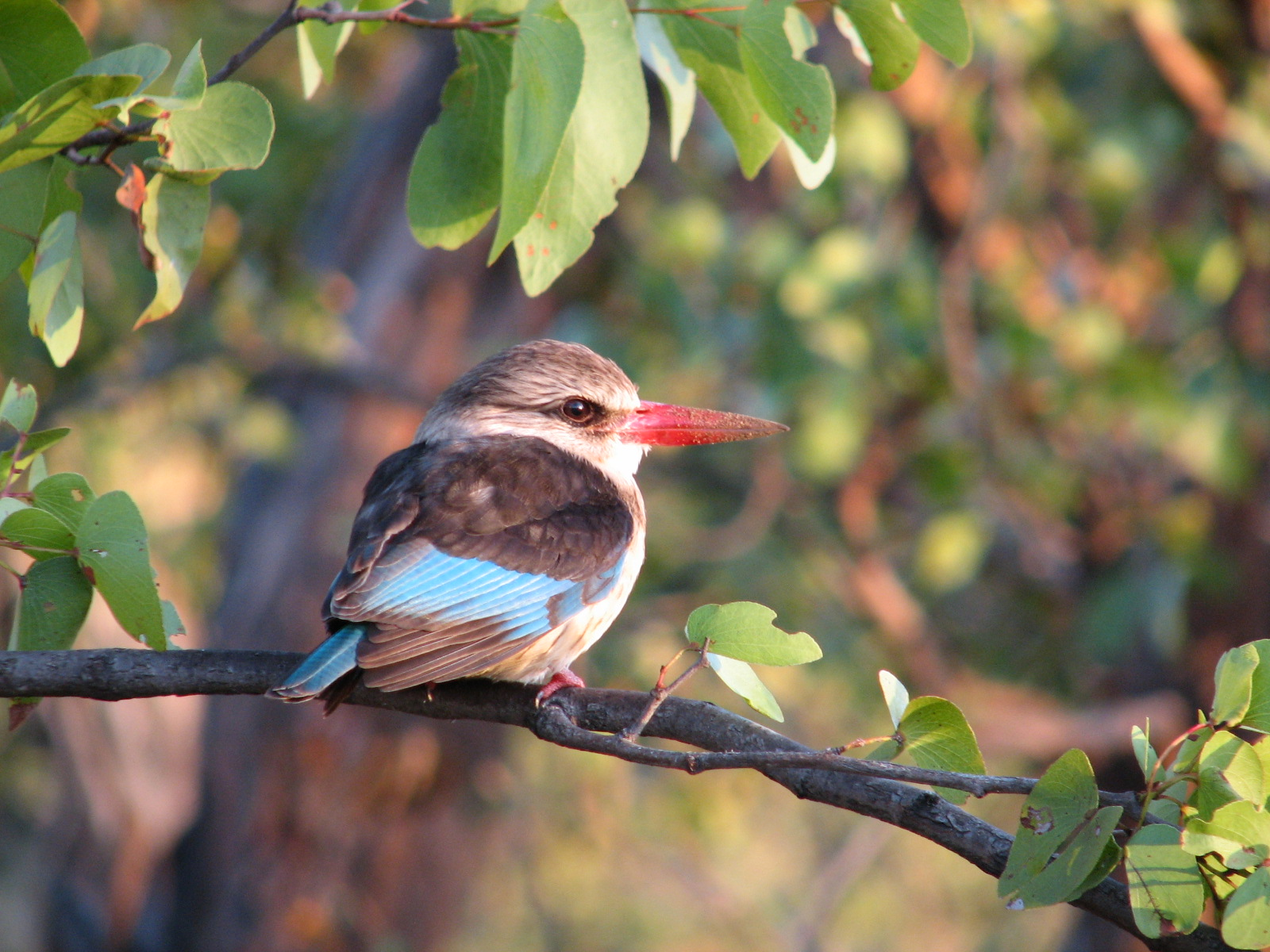
Braunkopfliest
(Halcyon albiventris)

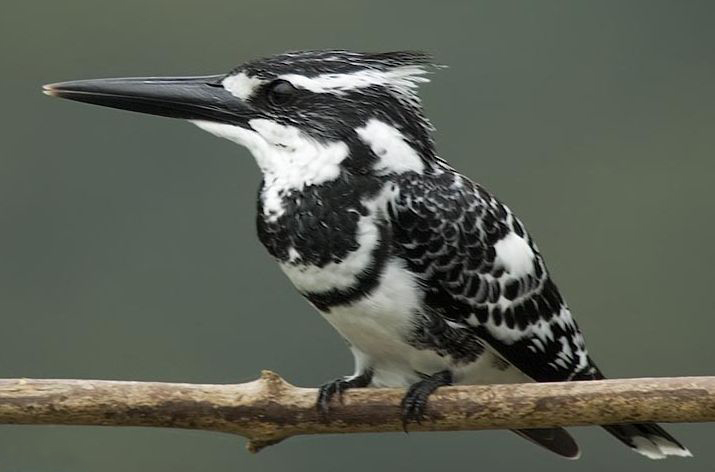
Graufischer (Ceryle rudis)

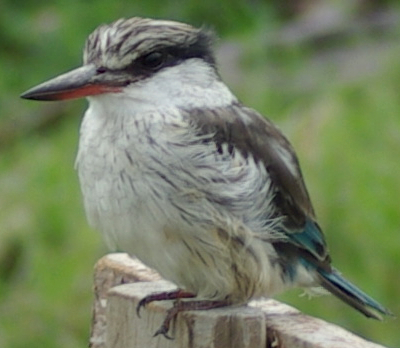
Streifenliest
(Halcyon chelicuti)

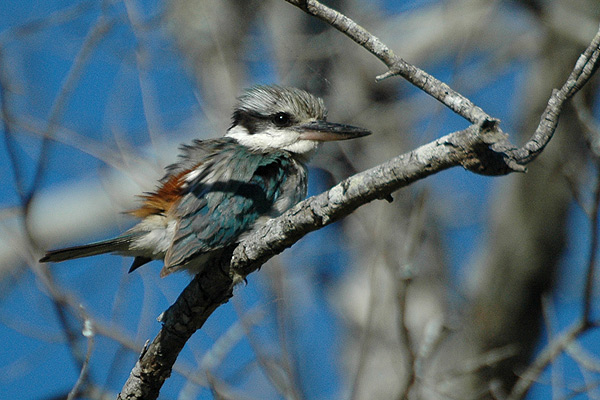
Rotbürzelliest
(Todiramphus pyrrhopygia)

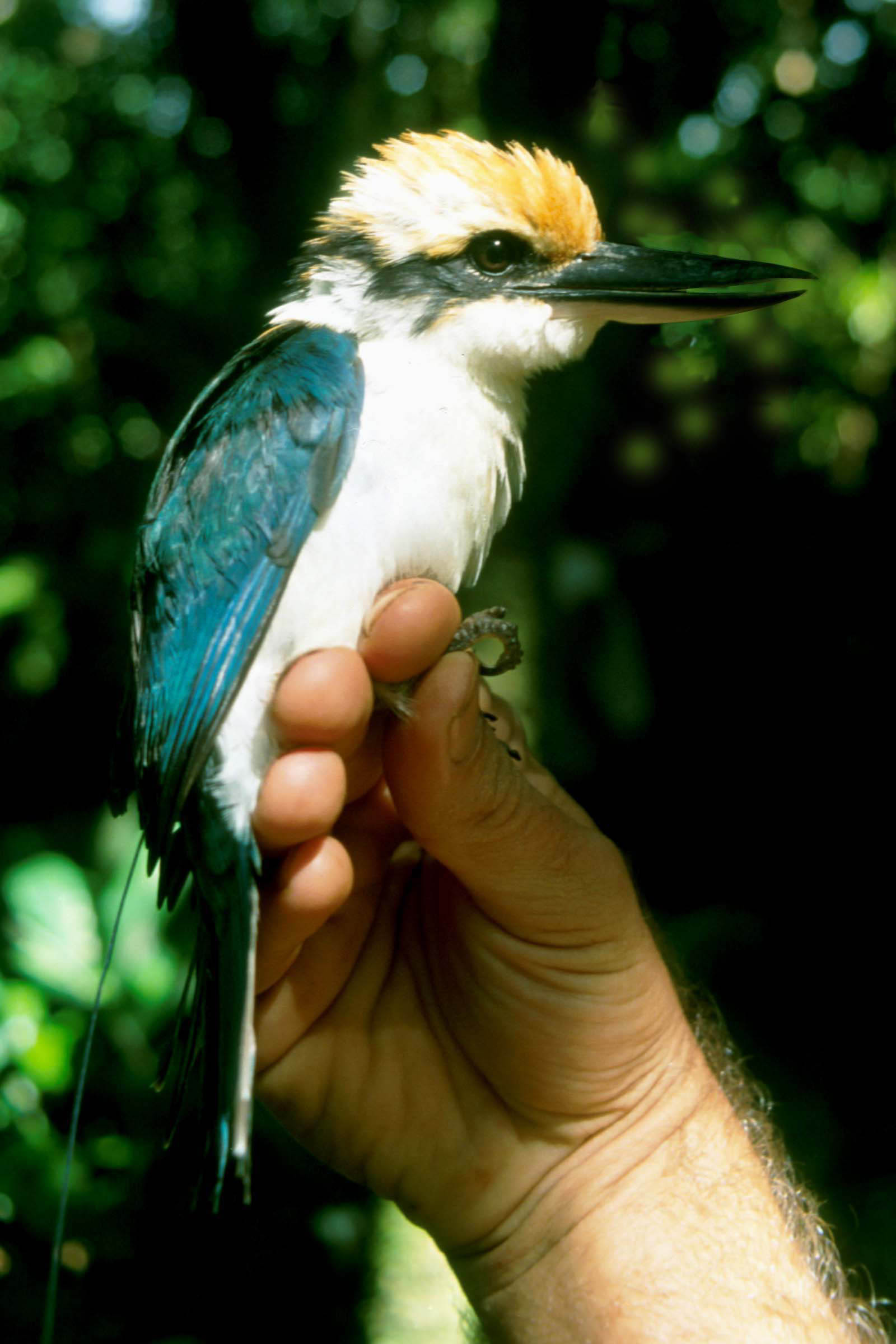
Zimtkopfliest
(Todiramphus cinnamominus reichenbachii)

- Unterfamilie Eigentliche Eisvögel (Alcedininae)
  - Ispidina – 2 Arten:
    - Natalzwergfischer (Ispidina picta)
    - Braunkopfzwergfischer  (Ispidina lecontei)

  - Corythornis – 6 Arten:
    - Madagaskarzwergfischer (Corythornis madagascariensis)
    - Weißbauch-Zwergfischer (Corythornis leucogaster)
    - Haubenzwergfischer (Corythornis cristatus)
    - São-Tomé-Zwergfischer (Corythornis thomensis)
    - Principezwergfischer (Corythornis nais)
    - Malegassenzwergfischer oder Schwarzschnabel-Zwergfischer (Corythornis vintsioides)

  - Dreizehen-Eisvögel (Ceyx) – 25 Arten:
    - Talaudzwergfischer (Ceyx sangirensis)
    - Sulawesizwergfischer (Ceyx fallax)
    - Goldzwergfischer (Ceyx melanurus)
    - Mindanaozwergfischer (Ceyx mindanensis)
    - Dschungelzwergfischer (Ceyx erithaca)
    - Rotrückenfischer (Ceyx rufidorsa)
    - Philippinenzwergfischer (Ceyx margarethae)
    - Molukkenzwergfischer (Ceyx lepidus)
    - Sulazwergfischer (Ceyx wallacii)
    - Buruzwergfischer (Ceyx cajeli)
    - Papuazwergfischer (Ceyx solitarius)
    - Manuszwergfischer (Ceyx dispar)
    - Neuhannover-Zwergfischer (Ceyx mulcatus)
    - Neubritannien-Zwergfischer (Ceyx sacerdotis)
    - Bougainville-Zwergfischer (Ceyx meeki)
    - Neugeorgien-Zwergfischer (Ceyx collectoris)
    - Guadalcanal-Zwergfischer (Ceyx nigromaxilla)
    - San-Cristobal-Zwergfischer (Ceyx gentianus)
    - Blaubrust-Zwergfischer (Ceyx cyanopectus)
    - Indigobrust-Zwergfischer (Ceyx nigrirostris)
    - Platinzwergfischer (Ceyx flumenicola)
    - Silberzwergfischer (Ceyx argentatus)
    - Azurzwergfischer (Ceyx azurea)
    - Bismarckzwergfischer (Ceyx websteri)
    - Mangrovezwergfischer (Ceyx pusillus)

  - Alcedo – 7 bis 8 Arten:
    - Eisvogel (Alcedo atthis)
    - Türkiseisvogel (Alcedo coerulescens)
    - Brustbandeisvogel (Alcedo euryzona)
    - Herkuleseisvogel (Alcedo hercules)
    - Meninting-Eisvogel (Alcedo meninting)
    - Blaubandeisvogel (Alcedo peninsulae)
    - Schillereisvogel (Alcedo quadribrachys)
    - Kobalteisvogel (Alcedo semitorquata)
- Unterfamilie Lieste (Halcyoninae)
  - Lacedo – 1 Art:
    - Wellenliest (Lacedo pulchella)

  - Hakenlieste (Melidora) – 1 Art:
    - Hakenliest (Melidora macrorrhina)

  - Cittura – 1 Art:
    - Blauohrliest (Cittura cyanotis)

  - Jägerlieste (Dacelo) – 5 Arten:
    - Jägerliest oder Lachender Hans (Dacelo novaeguineae)
    - Haubenliest (Dacelo leachii)
    - Aruliest (Dacelo tyro)
    - Rotbauchliest (Dacelo gaudichaud)
    - Froschschnabelliest (Dacelo rex)

  - Pelargopsis – 3 Arten:
    - Braunflügelliest (Pelargopsis amauroptera)
    - Storchschnabelliest (Pelargopsis capensis)
    - Schwarzschnabelliest (Pelargopsis melanorhyncha)

  - Halcyon – 11 Arten:
    - Feuerliest (Halcyon coromanda)
    - Kastanienliest (Halcyon badia)
    - Braunliest (Halcyon smyrnensis)
    - Kappenliest (Halcyon pileata)
    - Javaliest (Halcyon cyanoventris)
    - Graukopfliest (Halcyon leucocephala)
    - Senegalliest (Halcyon senegalensis)
    - Mangrovenliest (Halcyon senegaloides)
    - Zügelliest (Halcyon malimbica)
    - Braunkopfliest (Halcyon albiventris)
    - Streifenliest (Halcyon chelicuti)

  - Todiramphus – 24 Arten:
    - Dunkelliest (Todiramphus nigrocyaneus)
    - Rotnackenliest (Todiramphus winchelli)
    - Lasurliest (Todiramphus diops)
    - Lazuliliest (Todiramphus lazuli)
    - Spiegelliest (Todiramphus macleayii)
    - Weißrückenliest (Todiramphus albonotatus)
    - Ultramarinliest (Todiramphus leucopygius)
    - Braunbauchliest (Todiramphus farquhari)
    - Rotbürzelliest (Todiramphus pyrrhopygia)
    - Flachschnabelliest (Todiramphus recurvirostris)
    - Zimtkopfliest (Todiramphus cinnamominus)
    - Molukkenliest (Todiramphus funebris)
    - Halsbandliest (Todiramphus chloris) oder (Halcyon chloris)
    - Talautliest (Todiramphus enigma)
    - Echsenliest (Todiramphus saurophaga)
    - Timorliest (Todiramphus australasia)
    - Götzenliest (Todiramphus sanctus)
    - Tahitiliest (Todiramphus veneratus)
    - Mangaialiest (Todiramphus ruficollaris)
    - Boraboraliest (Todiramphus tuta)
    - Marquesasliest (Todiramphus godeffroyi)
    - Tuamotuliest (Todiramphus gambieri)
    - Palau-Zimtkopfliest (Todiramphus pelewensis)[2]
    - Pohnpei-Zimtkopfliest (Todiramphus reichenbachii)[2]

  - Caridonax – 1 Art:
    - Glitzerliest (Caridonax fulgidus)

  - Actenoides – 6 Arten:
    - Bartliest (Actenoides bougainvillei), auch Bougainville-Bartliest oder Schnurrbärtiger Eisvogel
    - Malaienliest (Actenoides concretus)
    - Tropfenliest (Actenoides lindsayi)
    - Mindanaoliest (Actenoides hombroni)
    - Einsiedlerliest (Actenoides monachus)
    - Königsliest (Actenoides princeps)

  - Syma – 2 Arten:
    - Gelbschnabelliest (Syma torotoro)
    - Bergliest (Syma megarhyncha)

  - Paradieseisvögel (Tanysiptera) – 9 Arten:
    - Feenliest (Tanysiptera hydrocharis)
    - Spatelliest (Tanysiptera galatea)
    - Elliotliest (Tanysiptera ellioti)
    - Biakliest (Tanysiptera riedelii)
    - Numforliest (Tanysiptera carolinae)
    - Nymphenliest (Tanysiptera nympha)
    - Braunmantelliest (Tanysiptera danae)
    - Paradiesliest (Tanysiptera sylvia)
    - Schwarzkappen-Paradiesliest, (Tanysiptera nigriceps)[2]
- Unterfamilie Wasser-Eisvögel (Cerylinae)
  - Langschwanzfischer (Megaceryle) – 4 Arten:
    - Gürtelfischer (Megaceryle alcyon) oder (Ceryle alcyon)
    - Riesenfischer (Megaceryle maxima)
    - Rotbrustfischer (Megaceryle torquata) oder (Ceryle torquatus)
    - Trauerfischer (Megaceryle lugubris)

  - Graufischer (Ceryle) – 1 Art:
    - Graufischer (Ceryle rudis)

  - Grünfischer (Chloroceryle) – 4 Arten:
    - Amazonasfischer (Chloroceryle amazona)
    - Grünfischer (Chloroceryle americana)
    - Zweifarbenfischer (Chloroceryle inda)
    - Erzfischer (Chloroceryle aenea)

## Mythologie
In der griechischen Mythologie wurden die fünfzig Töchter des zypriotischen Königs Kinyras in Eisvögel verwandelt. Der Eisvogel war mit dem Meer verbunden und beherrschte die Halkyonischen Tage vor dem Beginn der Herbststürme.
Einige Eisvogelgattungen haben daher ihre wissenschaftlichen Namen: Halcyon von Alkyone, der Tochter von Enarete und Aiolos, sowie Ceyx von Keyx, Gemahl der Alkyone.